# وست رینتون
وست رینتون (به انگلیسی: West Rainton) یک روستا و محله مدنی در بریتانیا است که در County Durham واقع شده‌است. وست رینتون ۲٬۳۱۶ نفر جمعیت دارد.